# Eparchie barnaulská
Eparchie Barnaul je eparchie ruské pravoslavné církve nacházející se v Rusku.

## Území a titul biskupa
Zahrnuje správní hranice území Altajského kraje.
Eparchiálnímu biskupovi náleží titul biskup barnaulský a altajský.

## Historie
Dne 17. října 1908 byl na žádost arcibiskupa tomského Makaria (Něvského) zřízen barnaulský vikariát tomské eparchie. Sídlem biskupa byl tomský Bogorodice-alexejevský monastýr.
Po revoluci roku 1917 byla činnost duchovní misie ukončena, většina farností, škol a knihoven zanikla. Ve 20. a 30. letech 20. století byly všechny monastýry, misijní tábory a kaple uzavřeny, většina byla zdevastována a zničena.
V letech 1924–1929 byl vikariát součástí novosibirské a barnaulské eparchie.
Roku 1930 vznikla samostatná barnaulská eparchie, která byla roku 1938 zrušena a její území přešlo do novosibirské eparchie.
Podruhé k hromadnému zavírání chrámů na území Barnaulské eparchie došlo během Chruščovovy protináboženské kampaně. Roku 1958 bylo na území Altaje 11 chrámu a roku 1962 jen tři.
Dne 26. února 1994 byla rozhodnutím Svatého synodu eparchie obnovena a oddělena od novosibirské eparchie.
Dne 2. října 2013 byla rozhodnutím Svatého synodu zřízena z části území eparchie nová eparchie gornoaltajská.
Dne 5. května 2015 byly zřízeny z části území eparchie nové eparchie Bijsk, eparchie Rubcovsk a eparchie Slavgorod.
Součástí eparchie je i Barnaulský pravoslavný teologický seminář.

## Seznam biskupů

### Barnaulský vikariát
- 1908–1912 Meletij (Zaborovskij)
- 1912–1916 Evfimij (Lapin)
- 1916–1919 Gavriil (Vojevodin)
- 1921–1924 Viktor (Bogojavlenskij)
- 1924–1925 Nikodim (Voskresenskij)
- 1927–1930 Vladimir (Juděnič)

### Barnaulská eparchie
- 1930–1931 Alexandr (Bjalozor)
- 1931–1931 German (Kokel), svatořečený mučedník
- 1931–1932 Tarasij (Livanov)
- 1933–1937 Iakov (Maskajev), svatořečený mučedník
- 1937–1937 Grigorij (Kozyrev)
  - 1943–1994 zrušení eparchie
- 1994–2001 Antonij (Masendič)
- 2002–2013 Maxim (Dmitrijev)
- od 2013 Sergij (Ivannikov)